# Watching Movies with the Sound Off
Albums de Mac Miller
Blue Slide Park
(2011) GO:OD AM
(2015)
Singles
1. S.D.S.
Sortie : 22 avril 2013
2. Watching Movies
Sortie : 25 mai 2013
3. Goosebumpz
Sortie : 28 mai 2013

Watching Movies with the Sound Off est le deuxième album studio de Mac Miller, sorti en 2013.
L'album s'est classé 3e au Billboard 200.
HipHopDX a classé Watching Movies with the Sound Off parmi les « 25 meilleurs albums de l'année 2013 » et le magazine The Source à la troisième place des « 10 meilleurs albums de 2013 ».
Mac Miller déménage à Los Angeles afin d'enregistrer l'album.

## Liste des titres
| No  | Titre                                                                 | Contient un (des) sample(s) de             | Durée |
| --- | --------------------------------------------------------------------- | ------------------------------------------ | ----- |
| 1.  | The Star Room                                                         |                                            | 4:35  |
| 2.  | Avian                                                                 |                                            | 3:16  |
| 3.  | I'm Not Real (featuring Earl Sweatshirt)                              |                                            | 3:23  |
| 4.  | S.D.S.                                                                |                                            | 3:04  |
| 5.  | Bird Call                                                             |                                            | 2:08  |
| 6.  | Matches (featuring Ab-Soul)                                           | Twin of Myself de Black Moth Super Rainbow | 2:58  |
| 7.  | I Am Who Am (Killin' Time) (featuring Niki Randa)                     |                                            | 5:01  |
| 8.  | Objects in the Mirror                                                 |                                            | 4:19  |
| 9.  | Red Dot Music (featuring Action Bronson & Loaded Lux)                 | A Hearts Desire de Camel                   | 6:07  |
| 10. | Gees (featuring Schoolboy Q)                                          |                                            | 2:55  |
| 11. | Watching Movies                                                       | You are Dead de The End of Science         | 3:40  |
| 12. | Suplexes Inside of Complexes and Duplexes (featuring Jay Electronica) |                                            | 2:47  |
| 13. | Remember                                                              | Swept Away de The xx                       | 4:28  |
| 14. | Someone Like You                                                      | Someone Like You de Nylo                   | 4:16  |
| 15. | Aquarium                                                              | Powa de Tune-Yards                         | 4:38  |
| 16. | Youforia                                                              |                                            | 4:01  |

| Titres bonus | Titres bonus                        | Titres bonus       | Titres bonus | Titres bonus | Titres bonus | Titres bonus | Titres bonus | Titres bonus | Titres bonus |
| No           | Titre                               | Producteur(s)      | Durée        |              |              |              |              |              |              |
| ------------ | ----------------------------------- | ------------------ | ------------ | ------------ | ------------ | ------------ | ------------ | ------------ | ------------ |
| 17.          | Goosebumpz                          | Diplo              | 3:22         |              |              |              |              |              |              |
| 18.          | O.K. (featuring Tyler, The Creator) | Tyler, The Creator | 2:40         |              |              |              |              |              |              |
| 19.          | Claymation (featuring Vinny Radio)  | I.D. Labs          | 3:52         |              |              |              |              |              |              |
| 71:30        |                                     |                    |              |              |              |              |              |              |              |